# Christiane Wartenbergová
Christiane Wartenbergová, rozená Stollová (* 27. října 1956, Prenzlau, Braniborsko) je bývalá východoněmecká atletka, jejíž specializací byl běh na 1500 metrů.
V roce 1976 reprezentovala na letních olympijských hrách v Montrealu, kde skončila její cesta před branami finále, v semifinálovém rozběhu. O dva roky později doběhla pátá na halovém ME v Miláně. V roce 1979 se stala vítězkou světového poháru. Největší úspěch své kariéry zaznamenala na olympiádě v Moskvě 1980, kde získala stříbrnou medaili. Ve finále zaběhla trať v čase 3:57,71 a prohrála pouze se sovětskou běžkyní Taťánou Kazankinovou. Tento její čas je dodnes národním rekordem pod širým nebem. Na prvním mistrovství světa v atletice v Helsinkách 1983 skončila v rozběhu.